# Cylydrorhinus
Cylydrorhinus är ett släkte av skalbaggar. Cylydrorhinus ingår i familjen vivlar.
Kladogram enligt Catalogue of Life:
| Cylydrorhinus | \| \| Cylydrorhinus angulatus \| \| \| \| \| \| Cylydrorhinus clathratus \| \| \| \| \| \| Cylydrorhinus lemniscatus \| \| \| \| \| \| Cylydrorhinus lineatus \| \| \| \| \| \| Cylydrorhinus tessellatus \| \| \| \| |
|               | \| \| Cylydrorhinus angulatus \| \| \| \| \| \| Cylydrorhinus clathratus \| \| \| \| \| \| Cylydrorhinus lemniscatus \| \| \| \| \| \| Cylydrorhinus lineatus \| \| \| \| \| \| Cylydrorhinus tessellatus \| \| \| \| |
|               | Cylydrorhinus angulatus |
|               | |
|               | Cylydrorhinus clathratus |
|               | |
|               | Cylydrorhinus lemniscatus |
|               | |
|               | Cylydrorhinus lineatus |
|               | |
|               | Cylydrorhinus tessellatus |
|               | |